# No Man's Land
No Man’s Land este un film românesc din 1964 regizat de Marius Olteanu. Rolurile principale au fost interpretate de actorii Ofelia Popii.

## Distribuție
Distribuția filmului este alcătuită din:
- Cătălin Pătru
- Marius Turdeanu
- Ofelia Popii
- Florian Mircea Nan
- Vasiliana Pătru
- Ioan Paraschiv